# Dans le noir
Pour l’article homonyme, voir Dans le noir (film).
Dans le noir est une nouvelle humoristique d’Anton Tchekhov.

## Historique
Dans le noir est initialement publiée dans la revue russe Le Journal de Pétersbourg, numéro 253, du 15 septembre 1886, sous le pseudonyme A.Tchékhonté. Cette nouvelle est traduite aussi en français sous le titre Dans les ténèbres.

## Résumé
La femme du substitut se réveille dans la nuit, elle va à la fenêtre et voit un homme rentrer chez eux par la fenêtre de la cuisine. Craignant que cela soit un voleur, ou pire un assassin, elle réveille Gaguine, son mari et lui ordonne d’aller voir ce qu’il se passe.
Gaguine pense qu’il s’agit du pompier qui vient visiter Pélaguéïa, la cuisinière, la nuit. Il cherche sa robe de chambre, ne la trouve pas et descend voir. Il avance dans le noir. Il appelle Pélaguéïa et lui demande de faire partir son Tourlourou. Pélaguéïa nie farouchement. Gaguine n’insiste pas et lui demande où elle a mis sa robe de chambre. Gaguine va la prendre et remonte dans sa chambre.
Sa femme allume la lumière et voit qu’il a une veste de pompier sur le dos.

## Édition française
- Dans le noir, traduit par Madeleine Durand et Édouard Parayre, révision de Lily Dennis, Bibliothèque de la Pléiade, éditions Gallimard, 1967  (ISBN 978 2 07 0105 49 6).